# Нова Карчма (Нижньосілезьке воєводство)
Нова Карчма (пол. Nowa Karczma, нім. Neukretscham) — село в Польщі, у гміні Секерчин Любанського повіту Нижньосілезького воєводства.
Населення — 100 осіб (2011).
У 1975-1998 роках село належало до Єленьоґурського воєводства.

## Демографія
Демографічна структура станом на 31 березня 2011 року:
|          | Загалом | Допрацездатний вік | Працездатний вік | Постпрацездатний вік |
| -------- | ------- | ------------------ | ---------------- | -------------------- |
| Чоловіки | 55      | 11                 | 39               | 5                    |
| Жінки    | 45      | 8                  | 26               | 11                   |
| Разом    | 100     | 19                 | 65               | 16                   |